# Кравчик зеленоспинний
Кра́вчик зеленоспинний (Orthotomus chloronotus) — вид горобцеподібних птахів родини тамікових (Cisticolidae). Ендемік Філіппін. Раніше вважався підвидом чорноволого кравчика.

## Поширення і екологія
Зеленоспинні кравчики мешкають на півночі і в центрі Лусона. Вони живуть у вологих рівнинних тропічних лісах і в мангрових лісах.